# FC Gifu
El FC Gifu (FC岐阜 Efushī Gifu?) es un equipo de fútbol de Japón, situado en la ciudad de Gifu, capital de la Prefectura de Gifu. Fue fundado en 2001 y juega en la J3 League desde la temporada 2020.

## Historia
Antes de la creación del FC Gifu, el fútbol estaba representado en la ciudad durante los años 1990 por el equipo de la empresa de transportes Seino Unyu, que terminó desapareciendo tras su descenso en 1997 de la JFL a las categorías regionales.
En 2001 surgió, a partir de varios miembros del anterior club, con el nombre de FC Gifu, y con la intención de ser un equipo de fútbol profesional para la ciudad de Gifu y otras localidades cercanas. El primer equipo estuvo formado por jugadores veteranos o al borde de la retirada profesional, y logró ascender categorías con facilidad. En el año 2007 Gifu alcanzó la JFL, y con una plantilla veterana obtuvo su pase a la liga profesional en su temporada de debut, al terminar en tercera posición.
FC Gifu debutó en la J2 League en la temporada 2008, terminando en decimotercera posición.

## Uniforme
- Uniforme titular: Camiseta verde oscuro, pantalón gris, medias verdes oscuras.
- Uniforme alternativo: Camiseta blanca, pantalón blanco, medias blancas.

## Estadio
FC Gifu disputa sus partidos como local en el Estadio Nagarawara de Gifu, con capacidad para 31.000 espectadores. El campo es un recinto multiusos con pista de atletismo, y se encuentra dentro de un complejo deportivo conocido como Gifu Memorial Center.

## Jugadores

### Jugadores en préstamo
| Prestados |                 |     |                 |         |                     |
| 14        | Japón !         | MED | Koya Kazama     | 31 años | FC Ryukyu           |
| 5         | Japón !         | DEF | Tsubasa Aoki    | 31 años | Thespakusatsu Gunma |
| 19        | Japón !         | DEL | Kento Yabuuchi  | 30 años | Grulla Morioka      |
| 18        | Japón !         | DEL | Daichi Ishikawa | 29 años | Azul Claro Numazu   |
| 32        | Corea del Sur ! | MED | Jeon San Hae    | 25 años | Suzuka Unlimited    |
| 9         | Japón !         | MED | Yuya Yamagishi  | 31 años | Montedio Yamagata   |

### Jugadores destacados
La siguiente lista recoge algunos de los futbolistas más destacados de la entidad.
| - Kan Kikuchi (2006-2009) - Hiromi Kojima (2008) - Kyohei Noda (2009 - 2012) - Bruno Moreira Silva (2011-2012) - Daniel Lemos (2013) |

## Rivalidades
Derbi de Meigi
También conocido como derbi de Nobi, derbi de Tokai o derbi de Kisogawa, es el enfrentamiento entre el Nagoya Grampus (representante de la prefectura de Aichi) y el FC Gifu (representante de la prefectura de Gifu).
Derbi del Hakusan (Monte Haku)
El derbi del Hakusan enfrenta a los equipos a las faldas del monte Haku, enfrentando al FC Gifu, denominado dentro del derbi como el equipo del río Nagaragawa y al Zweigen Kanazawa como el equipo del oeste de Ishikawa.
Partido Shimaiken 
También conocido como el partido de las prefecturas hermanas, haciendo alusión la obra de Hirata Yukie (vasallo del dominio de Satsuma, actual Kagoshima), quien ayudó a prevenir las inundaciones del río Kiso (ubicado en Gifu) en 1754 por órdenes del Shogunato Tokugawa. Enfrenta a los equipos dominantes de cada una de estas prefecturas, el FC Gifu y el Kagoshima United.

## Palmarés
- Liga Regional de Tokai (1): 2006